# Bellanca CH-200
Il Bellanca CH-200 Pacemaker era un monomotore da trasporto passeggeri e multiruolo ad ala alta prodotto dall'azienda statunitense Bellanca Aircraft Company negli anni venti.

## Primati
Tra il 1928 ed il 1929 un CH-200, ribattezzato Perù ed ai comandi del pilota peruviano Carlos Martínez de Pinillos, compì un raid aereo partendo dal Perù e percorrendo il continente americano da sud a nord facendo ritorno in terra natale.